# Nydam Zwei
Nydam Tveir ist eine originalgetreue Nachbildung des Nydamboots, welches im Nydam-Moor (Sønderjylland) 
geopfert und im Jahre 1863 entdeckt und ausgegraben wurde. Der Nachbau wurde durch die Gesellschaft für Nydamforschung (dänisch: „Nydamselskabet“) organisiert. Tveir ist isländisch und altnordisch für zwei.

## Geschichte
Zunächst fertigte das Wikingerschiffmuseum in Roskilde anhand genauer Vermessungen des Bootes im Archäologischen Landesmuseums in Schloss Gottorf bei Schleswig ein Modell des Nydambootes an. Das gefertigte Modell weist einen etwas stärker V-förmigen Querschnitt und einen etwas steileren Bug auf als das Nydamboot.
Die Ausgrabungen des Nationalmuseums in den 1990er Jahren lieferten der Gesellschaft für Nydamforschung wichtige Informationen zum Verständnis des Aussehens und der Einrichtung des Nydambootes. Die gesamte Bodenkonstruktion (Bodenbretter, Rumpf usw.) wurden im Ergebnis dieser Ausgrabungen rekonstruiert. Ebenso wurden einige Riemen gefunden, die diejenigen ergänzen, die Conrad Engelhardt gefunden hatte. Die Ruderdollen („Keipen“) sind alle unterschiedlich und wurden kopiert.
Im Jahr 2000 begannen die konkreten Vorbereitungen für den Bau des Bootes. Die Nydam-Bootsgilde wurde dafür als Unterabteilung der Nydamselskabet gegründet. Nach langer Suche in den Wäldern wurden geeignete Bäume für die Herstellung der Eichenplanken gefunden. Außerdem wurden 19 krumm gewachsene Bäume gefunden, die genau als Spanten für das Boot geeignet waren.
Der Bau begann 2005 auf einer Werft in einem 12 × 28 m großen landwirtschaftlichen Gebäude im Sottrupskov, ca. 8 km westlich von Sønderborg. Außerdem wurde eine Schmiede mit Feuerstelle, Amboss und Arbeitstisch zum Schmieden von Eisengegenständen eingerichtet. Für den Bau wurden ca. 1700 Eisennägel, ein Anker und anderes hergestellt. Das Boot wurde aus frisch gefällten Eichenstämmen gebaut, während das Holz noch frisch war. Die Mitglieder der Nydam-Bootsgilde haben ca. 21.000 Stunden für den Bau des Bootes und der Bootswerft aufgewendet. Das Budget für den Bau betrug in Preisen von 2013 und einschließlich Mehrwertsteuer 3,4 Millionen DKK (ca. 450.000 €).
Am 2. August 2013 transportierte ein Transportunternehmen mit einem Mobilkran und einem LKW das Boot von der Nydam-Werft zum Strand vor dem Bootshaus. Am 17. August 2013 wurde die Nydam Tveir am Bootshaus in Sottrupskov zu Wasser gelassen.
Im September 2014 unternahm der Nachbau seine erste Auslandsreise. Auf einem Tieflader herantransportiert stattete die Nydam Tveir Rendsburg einen Besuch ab. Im Kreishafen konnte sie zunächst zwei Tage lang besichtigt werden, bevor sie als Zieleinlaufboot beim EON Hanse Cup diente.

## Bootshaus

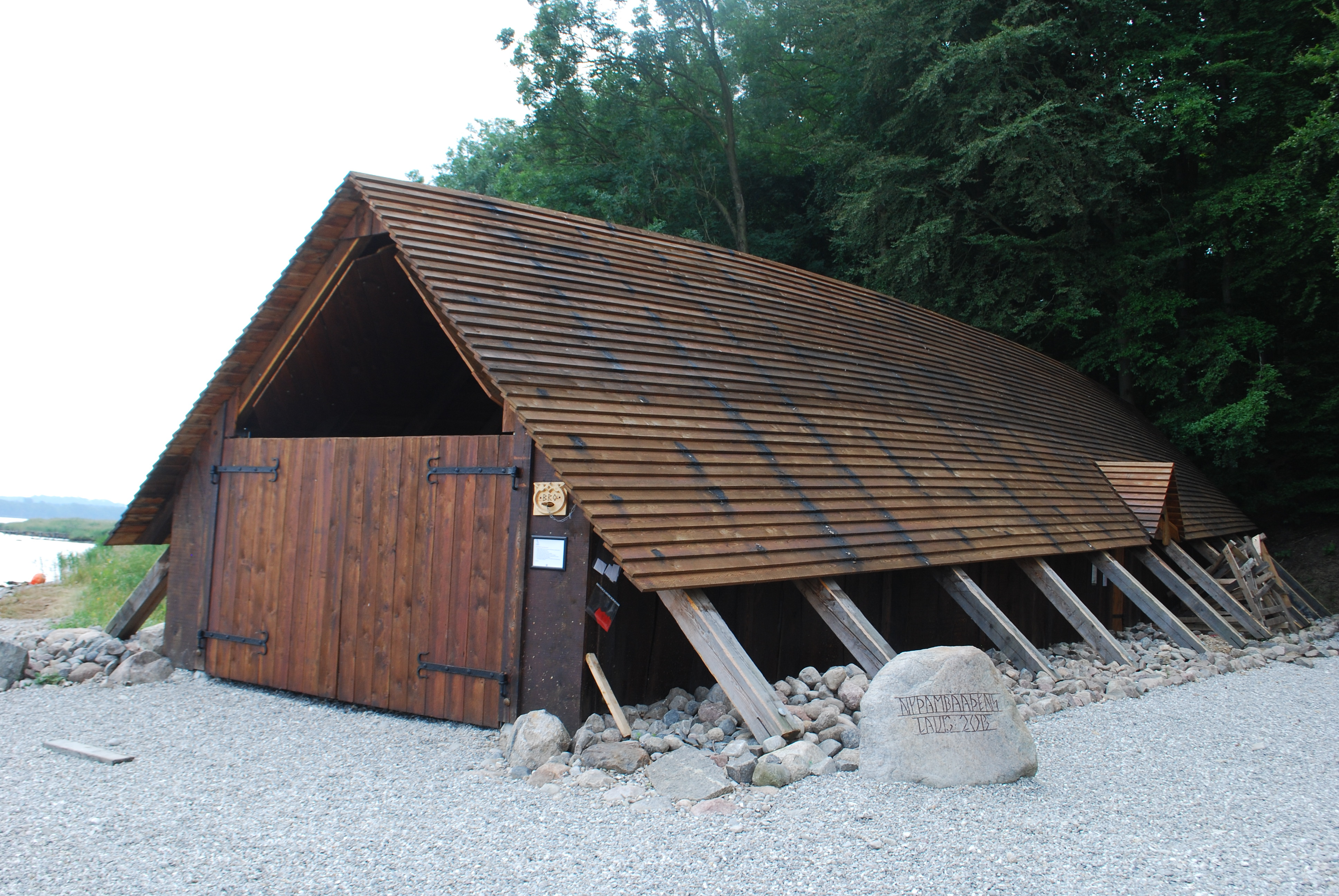
Bootshaus (dänisch Nausten), 2014

Die Nydam-Bootsgilde hat außerdem ein Bootshaus zur Winterlagerung der Nydam Tveir gebaut. Das Gebäude ist 25 Meter lang, 5 bis 6 Meter breit und 5 Meter hoch. Das Gebäude ist die Rekonstruktion eines in Westnorwegen ausgegrabenen Bootshauses aus der Eisenzeit (Wikingermuseum Borg). Die Seitenwände bestehen aus Eichenbohlen, das Dach aus Lärchenbrettern. Südlich von Sottrupskov wurden zudem eine Zufahrtsstraße, ein Parkplatz, eine ca. 100 Meter lange Anlegestelle für die Nydam Tveir angelegt. Hier liegt das Boot in der Sommerzeit, wenn es nicht auf Fahrt oder zu Gast an anderen Orten ist.

## Galerie

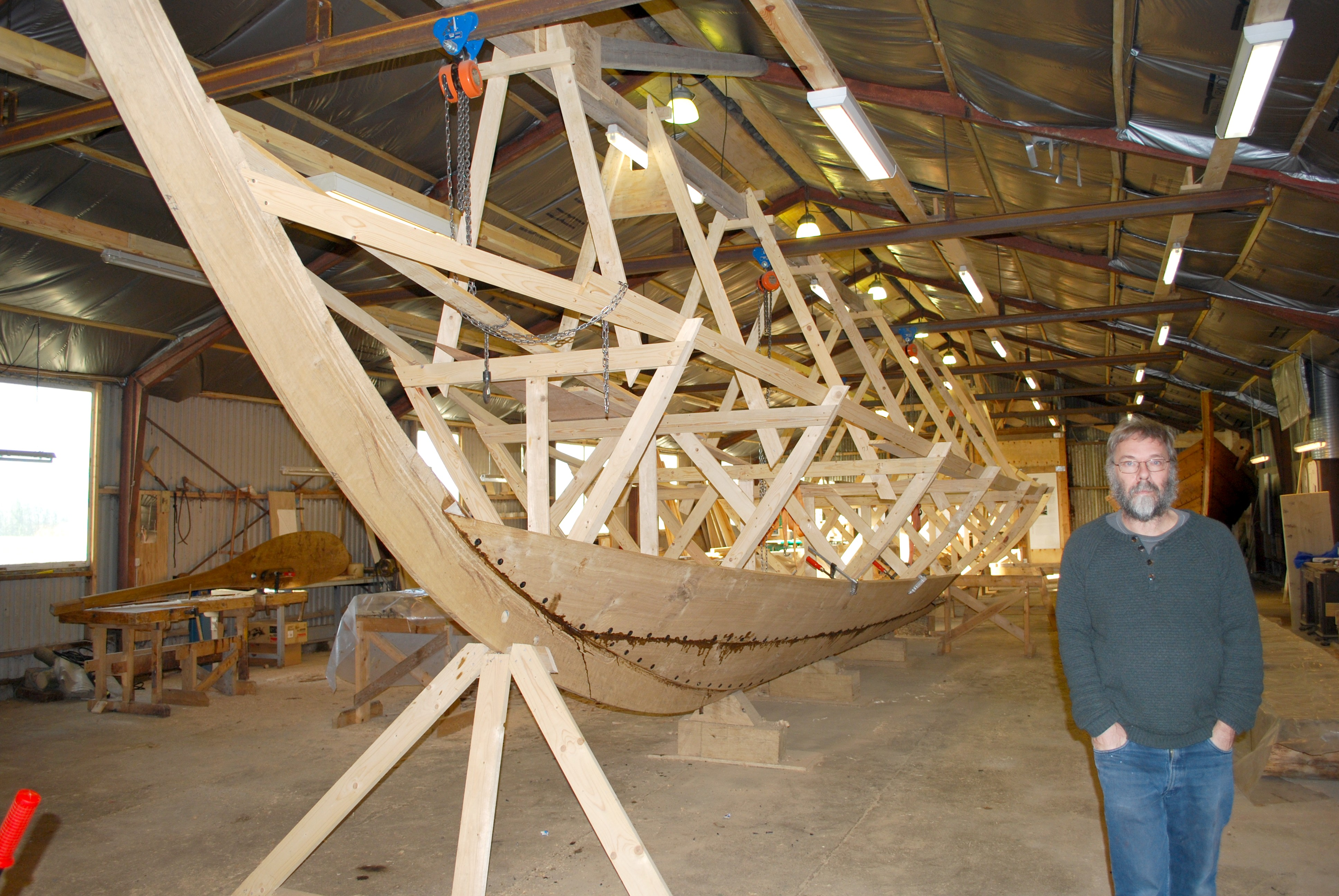
Nydam Tveir im Jahr 2009
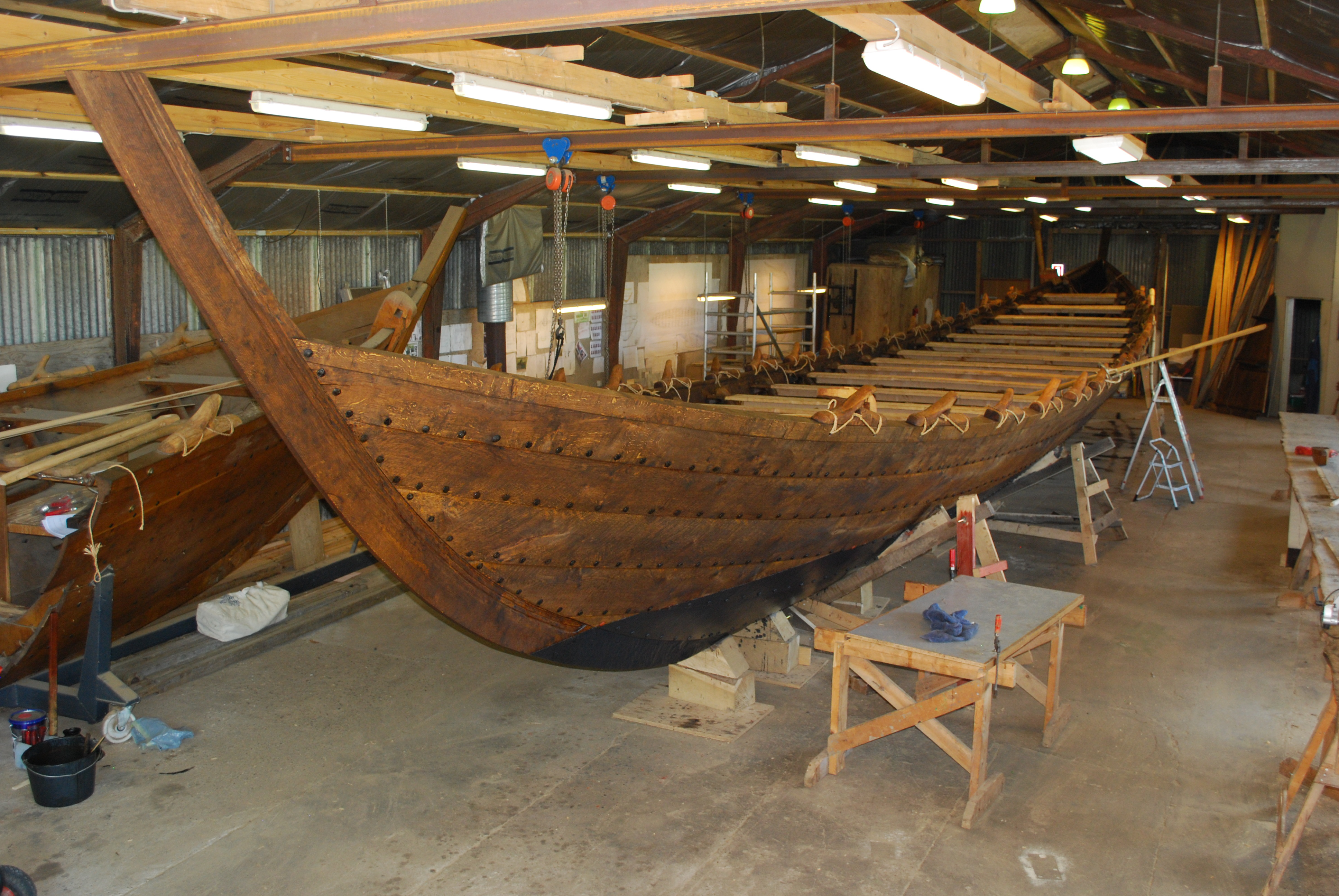
Nydam Tveir am 6. Juli 2013
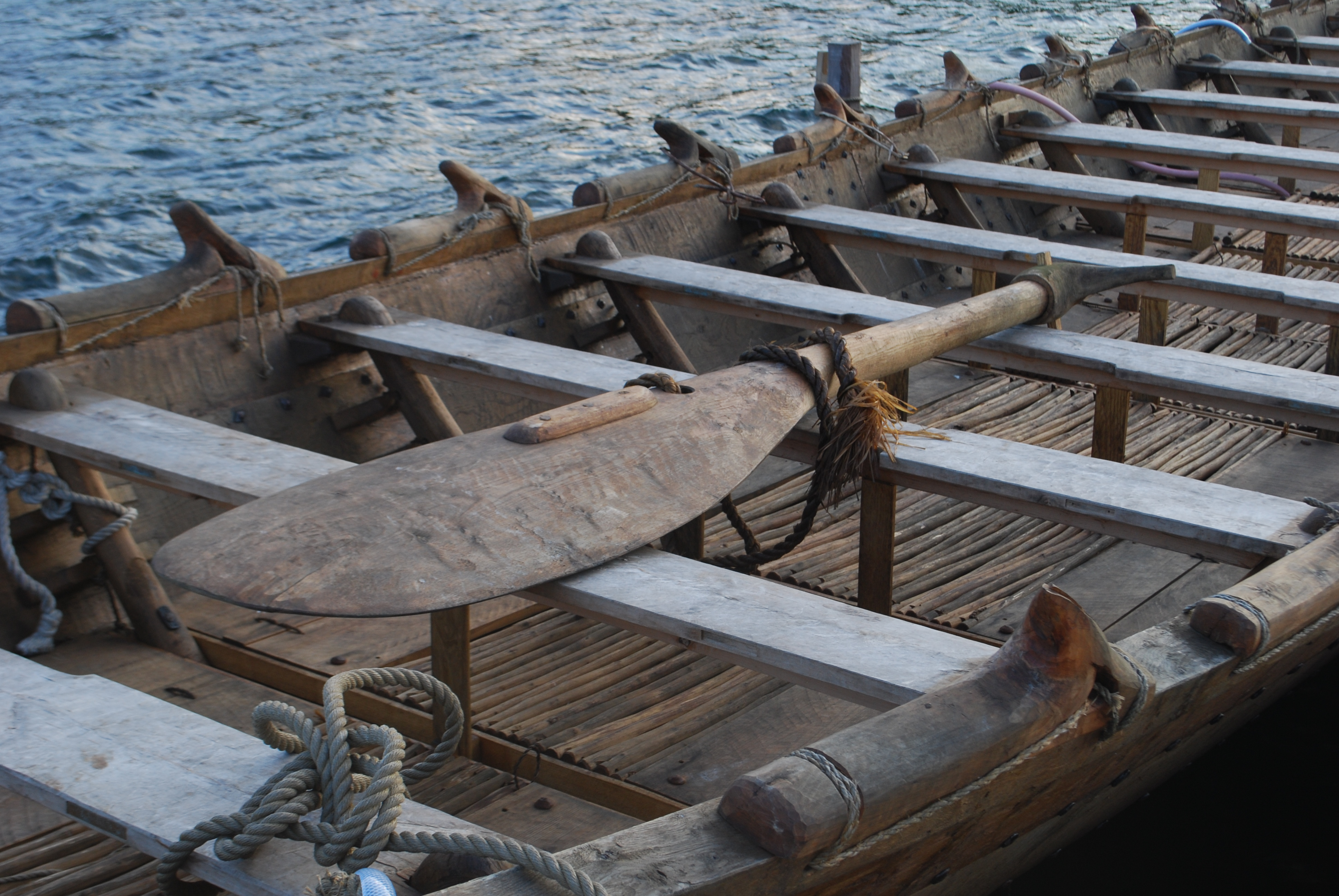
Decksaufbauten
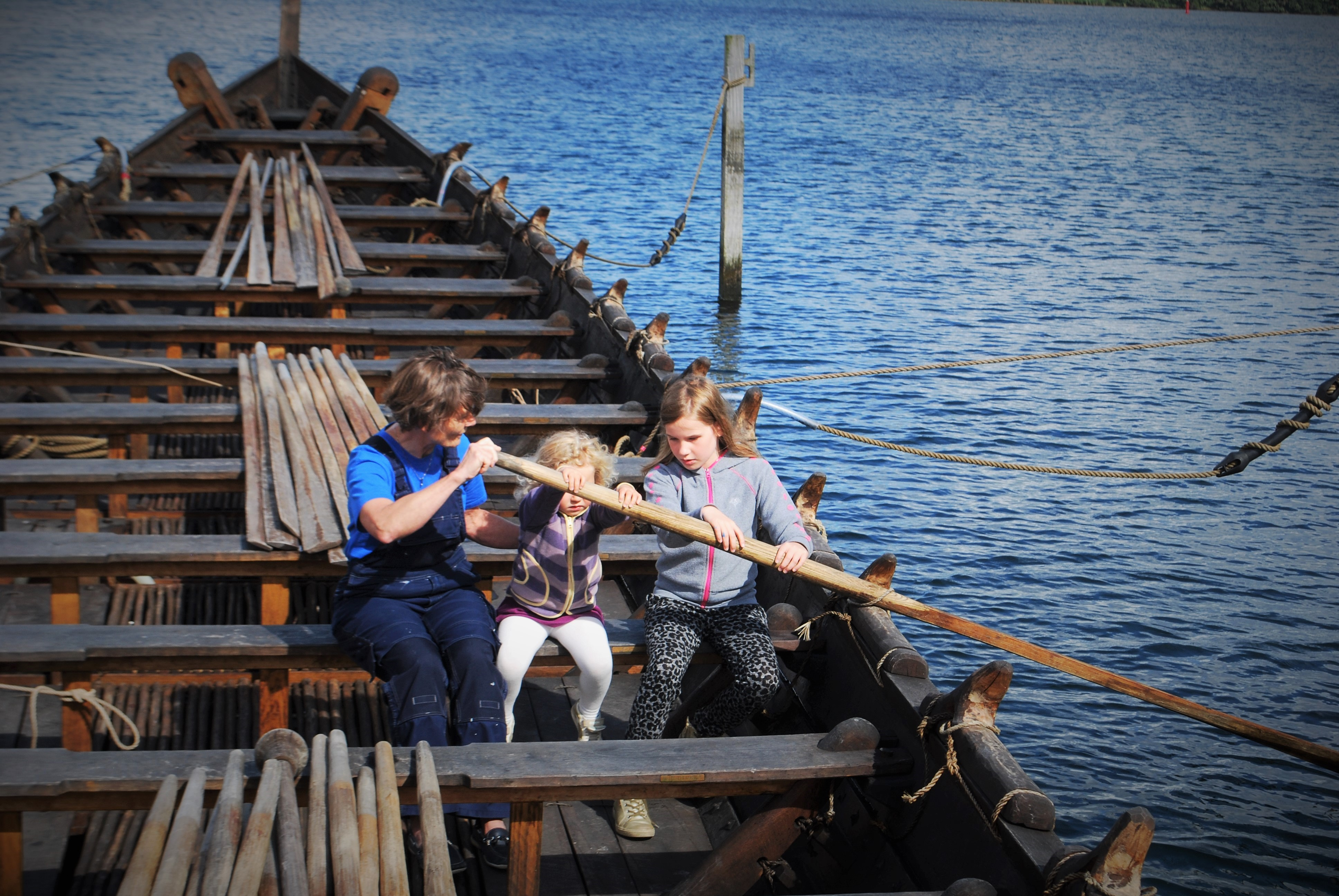
Schiffskörper
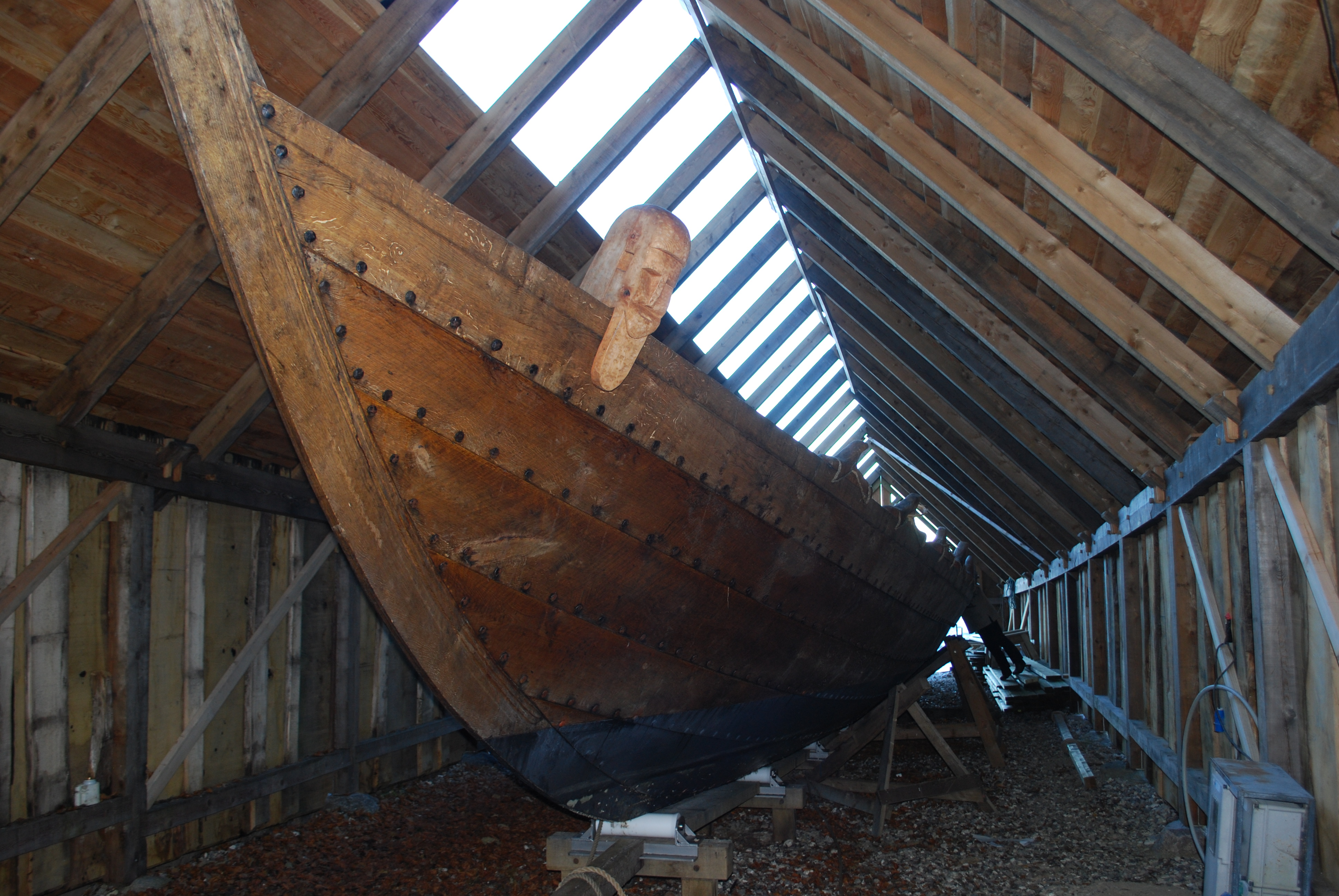
Nydam Tveir im Bootshaus